# Volkseigener Betrieb
Volkseigener Betrieb, ("folkeejet virksomhed", forkortet VEB) var i Østtyskland betegnelsen for statsejede virksomheder – enten virksomheder, som under den sovjetiske okkupation efter 2. verdenskrig overgik til statens ejendom, eller virksomheder, der i anden sammenhæng blev nationaliseret.
Treuhandanstalt blev i forbindelse med Tysklands genforening oprettet med det formål at privatisere eller nedlægge disse statslige virksomheder. Der var ved genforeningen cirka 8000 folkeejede virksomheder og kombinater (koncernlignende grupper af VEB'er) med tilsammen over fire millioner ansatte.

## Folkeejede virksomheder i Østtyskland
Mange af de væsentligste virksomheder i Østtyskland var VEB'er: 
- VEB Automobilwerk Eisenach
- VEB Barkas-Werke Karl-Marx-Stadt
- VEB Bergmann-Borsig, Berlin
- VEB Carl Zeiss Jena
- VEB Chemiekombinat Bitterfeld, Bitterfeld (CKB)
- VEB Chemische Werke Buna
- VEB DEFA Kopierwerke Berlin
- VEB Deutsche Schallplatten (med mærkerne Amiga, Litera, Eterna)
- VEB Filmfabrik Wolfen (ORWO) (tidligere Agfa)
- VEB Horch Automobilwerk Zwickau
- VEB Kombinat Berliner Verkehrsbetriebe
- VEB Kraftfahrzeugwerk Horch Zwickau
- VEB Meissen Porzellan
- VEB RFT Nachrichtenelektronik Leipzig
- VEB Neptunwerft Rostock (Neptunvarvet)
- VEB Persil-Werk Genthin (senare Spee, i dag igen Henkel)
- VEB Piko Sonneberg
- VEB Sachsenring Automobilwerke Zwickau
- VEB Sachsenring Kraftfahrzeug- und Motorenwerk Zwickau
- VEB Zetti Schokoladen und Zuckerwaren Zeitz
- VEB Mikroelektronik "Karl Marx" Erfurt
- VEB Kombinat Robotron
- VEB Schilderwerk Beutha